# Konsulat Generalny Rzeczypospolitej Polskiej w Nowym Jorku

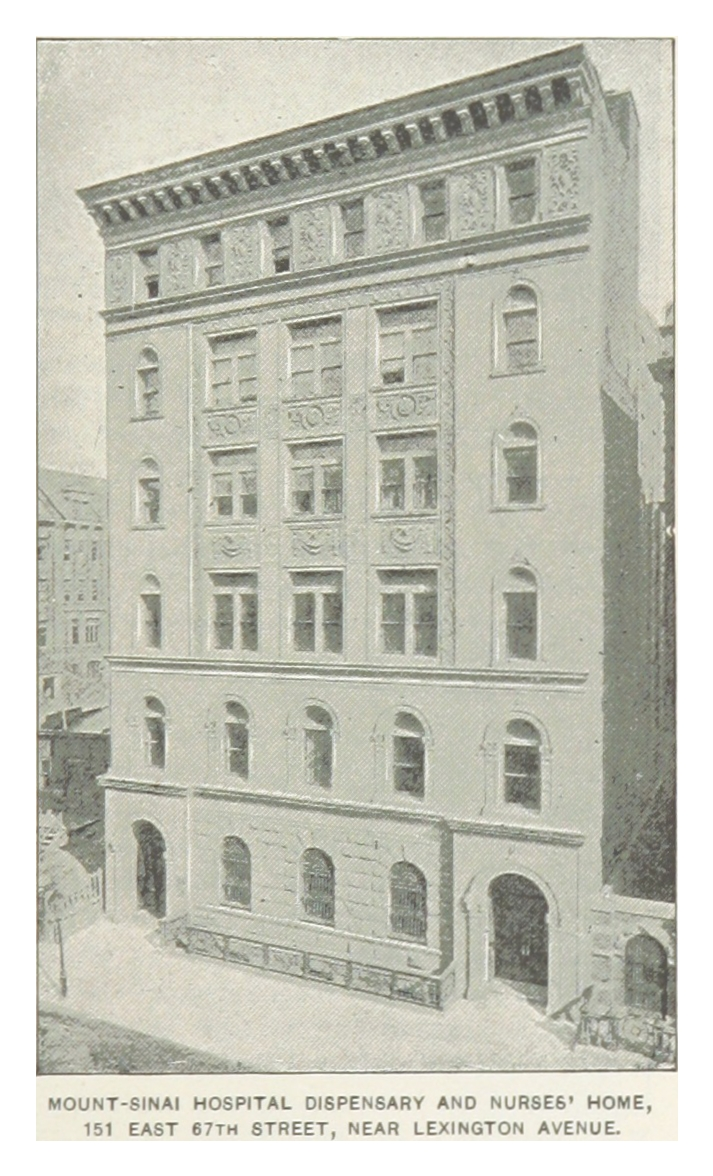
b. siedziba Konsulatu Generalnego RP w Nowym Jorku przy 149–151 East 67th St. (1932–1945) oraz Konsulatu/Konsulatu Generalnego PRL (1945–1973)

Konsulat Generalny Rzeczypospolitej Polskiej w Nowym Jorku (ang. Consulate General of the Republic of Poland in New York) – urząd konsularny ustanowiony w 1919 w Nowym Jorku, który jest jednym z czterech konsulatów generalnych w USA (pozostałe znajdują się w Chicago, Houston i Los Angeles) i jedną z najważniejszych polskich placówek konsularnych na świecie.
Organizatorem placówki i pierwszym konsulem generalnym był Konstanty Buszczyński. Konsulatowi ówcześnie podlegali agenci konsularni z siedzibą w Bostonie, Filadelfii i San Francisco. W latach 1941–1945 funkcjonowała w konsulacie Samodzielna Ekspozytura Wywiadowcza „Estezet” Oddziału II Sztabu Naczelnego Wodza. W okresie 1954–1959 na żądanie władz amerykańskich działalność konsulatu była zawieszona. Ponowne ustanowienie Konsulatu Generalnego w Nowym Jorku nastąpiło w 1972 roku.
W skład Konsulatu wchodzi też Wydział Promocji Handlu i Inwestycji (Trade & Investment Section) przy 675 Third Avenue (Trzeciej Alei).

## Kierownicy Konsulatu

### II Rzeczpospolita
- 1919 – Konstanty Buszczyński, konsul generalny
- 1919–1920 – Jerzy Barthel de Weydenthal, konsul
- 1920 – Zdzisław Kurnikowski, konsul
- 1920–1925 – Stefan Ludwik Grotowski, konsul generalny
- 1925–1928 – Sylwester Gruszka, konsul generalny
- 1928 – Tadeusz Marynowski, konsul
- 1928–1929 – Eugeniusz Rozwadowski, konsul generalny
- 1929–1935 – Mieczysław Marchlewski, konsul generalny
- 1935 – Jerzy Matusiński, konsul generalny
- 1935–1940 – Sylwester Gruszka, konsul generalny
- 1941–1945 – Sylwin Strakacz, konsul generalny

### Polska Rzeczpospolita Ludowa
- 1945–1947 – Eugeniusz Rozwadowski, p.o. kier. konsulatu
- 1947–1953 – Jan Galewicz
- 1954–1959 – działalność zawieszona
- 1970 – ponowne ustanowienie Konsulatu Generalnego
- 1970–1974 – Kazimierz Ciaś
- 1975–1978 – Zbigniew Dembowski
- 1979 – Maksymilian Służewski, konsul
- 1979–1981 – Kazimierz Ciaś
- 1981–1985 – Waldemar Lipka-Chudzik
- 1985–1989 – Andrzej Olszówka

### III Rzeczpospolita
- 1990–1996 – Jerzy Surdykowski
- 1997–2001 – Dariusz Jadowski
- 2001–2005 – Agnieszka Magdziak-Miszewska
- 2005–2010 – Krzysztof Kasprzyk
- 2010–2014 – Ewa Junczyk-Ziomecka
- 2014–2016 – Urszula Gacek
- 2017–2019 – Maciej Golubiewski[2]
- 2020–2024 – Adrian Kubicki
- od 2024 – Mateusz Sakowicz

## Siedziba
Pierwsza siedziba mieściła się przy 40 West 40th Street, 40 Ulica Zach. (1919), druga – 953 Third Ave., 3 Aleja (1922–1930), następnie przy 149–151 East 67th Street, 67 Ulica Wsch. (1932–1945). W okresie międzywojennym (do 1939) konsulat gościł Amerykańsko-Polską Izbę Handlową i Przemysłową w Stanach Zjednoczonych Ameryki Północnej (American Polish Chamber of Commerce & Industry in the United States, Inc.). Następnie mieścił się tu Konsulat/Konsulat Generalny PRL (1945–1973). Od 1973 siedzibą konsulatu jest przejęty za 900 tys. dolarów De Lamar House przy 233 Madison Avenue, Aleja Madisona, zbudowana (proj. C. P. H. Gilbert) w 1905 Josepha Raphaela De Lamar.

## Okręg konsularny
Konsulat Generalny RP w Nowym Jorku obsługuje interesantów zamieszkałych w 8 stanach północno-wschodniego wybrzeża USA: Connecticut, Maine, Massachusetts, New Hampshire, New Jersey, Nowy Jork, Rhode Island, Vermont.

## Pozostałe placówki RP w Nowym Jorku
- Stałe Przedstawicielstwo RP przy Narodach Zjednoczonych w Nowym Jorku (Permanent Mission of the Republic of Poland to the United Nations), 750 Third Avenue (Trzecia Aleja)
- Instytut Kultury Polskiej w Nowym Jorku (Polish Cultural Institute), 60 E 42nd St, Suite 3000 New York, NY 10165
- Polski Ośrodek Informacji Turystycznej (Polish National Tourist Office), 5 Marine View Plaza, Hoboken, NJ
- Szkoła Polska przy Konsulacie Generalnym RP w Nowym Jorku, North 1 Street (pomiędzy Bedford Ave i Berry St), Brooklyn, NY 11211